# 中野区立向台小学校
中野区立向台小学校（なかのくりつ むこうだいしょうがっこう）は、東京都中野区弥生町に所在した区立小学校。

## 沿革
- 1936年（昭和11年）4月25日 - 「東京市向台尋常小学校」として開校。
- 1945年（昭和20年）5月25日 - 空襲で校舎が全焼する。翌年9月にバラックの校舎ができる。
- 1956年（昭和31年）11月1日 - 創立20周年を記念し、新校歌が制定される。
- 1966年（昭和41年）3月15日 - 屋内体育館の落成式が行われる。
- 1976年（昭和51年） 2月3日 - 創立40周年を記念し、石庭や池ができる。
- 1986年（昭和61年）11月8日 - 50周年記念式典で同窓会が発足する。
- 1993年（平成 5年） 9月1日 - コンピュータルームが設置される。
- 2000年（平成12年）10月19日 - ノルウェー王国との絵画交流に参加。
- 2019年（平成31年）3月31日 - 中野区立桃園小学校と統合することとなり、この日を以て廃校となった[1][2]。

## 通学区域
- 弥生町一丁目、弥生町二丁目1番から22番、本町一丁目1番から12番、本町二丁目1番から9番・16番から28番、本町三丁目1番[3]

## 進学先中学校
- 中野区立第二中学校

## 交通

### 地下鉄
- 東京メトロ丸ノ内線・都営地下鉄大江戸線「中野坂上駅」下車徒歩12分。
- 東京メトロ丸ノ内線「中野新橋駅」下車徒歩12分。

### バス
- 京王バス：渋谷〜中野駅南口（中野坂上経由）「弥生町一丁目」下車　徒歩3分。
- 都営バス：王子〜新宿西口「宝仙寺」下車　徒歩10分。

## 関係者
出身者
- 松坂慶子（女優）